# Isdera Commendatore 112i
El Isdera Commendatore 112i es un automóvil superdeportivo desarrollado por el fabricante alemán de automóviles: Isdera. Presentado en el Salón del Automóvil de Frankfurt de 1993, el 112i tenía una carrocería aerodinámica compacta y elegante e iba a ser el sucesor del Imperator 108i, pero la falta de reservas financieras llevó a la empresa a la quiebra y sólo se completó un prototipo.

## Historia

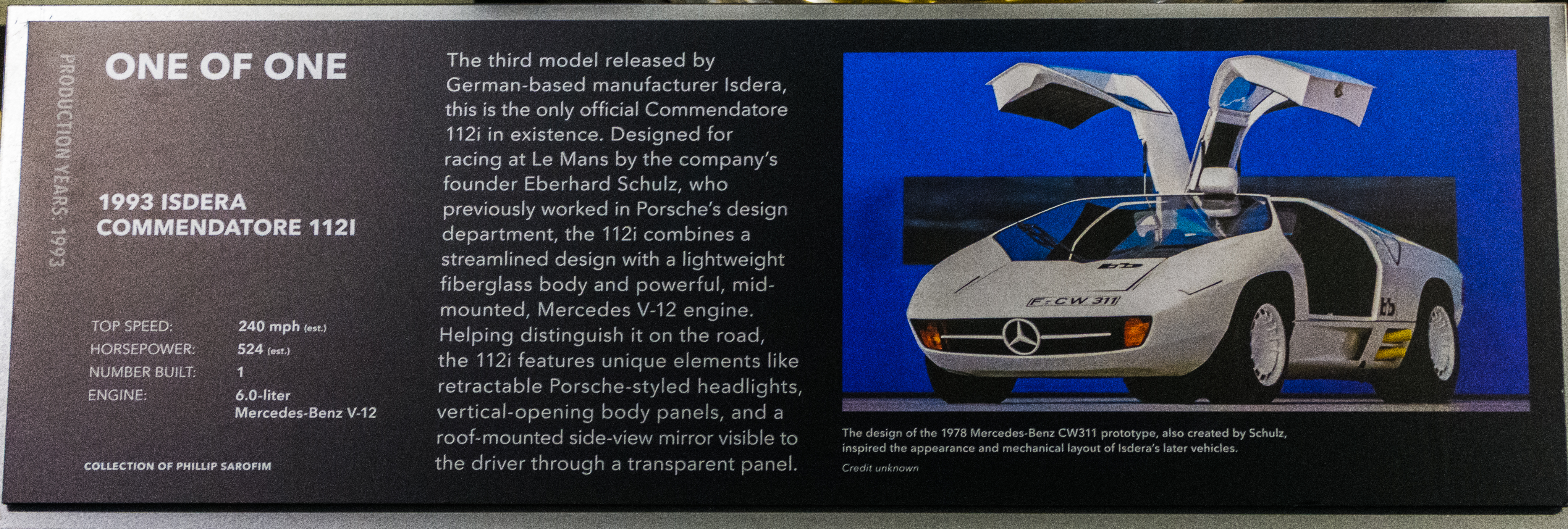
Hoja de información en la exposición de Radwood que menciona el diseño y el rendimiento del 112i

Después de que el Imperator 108i dejó de producirse en 1993, Isdera estaba trabajando en el desarrollo de un nuevo modelo. En 1989 tomaron forma los primeros modelos de arcilla y los trabajos de desarrollo se llevaron a cabo hasta 1993. El nuevo coche, llamado Commendatore 112i, recibió su nombre en honor a Enzo Ferrari (Ferrari recibió el título de Commendatore II). Commendatore significa Caballero Comandante en idioma italiano.
El elegante diseño se inspiró en los famosos coches de carreras del Grupo C. Eberhard Schultz, el fundador de la empresa, contrató a ingenieros y técnicos de Mercedes-Benz con la aprobación de la empresa para el desarrollo del automóvil. Había planes para introducir el coche en las carreras de Le Mans, lo que explicaba el estilo alargado del coche, pero la idea nunca se materializó debido a la desaparición de Isdera.

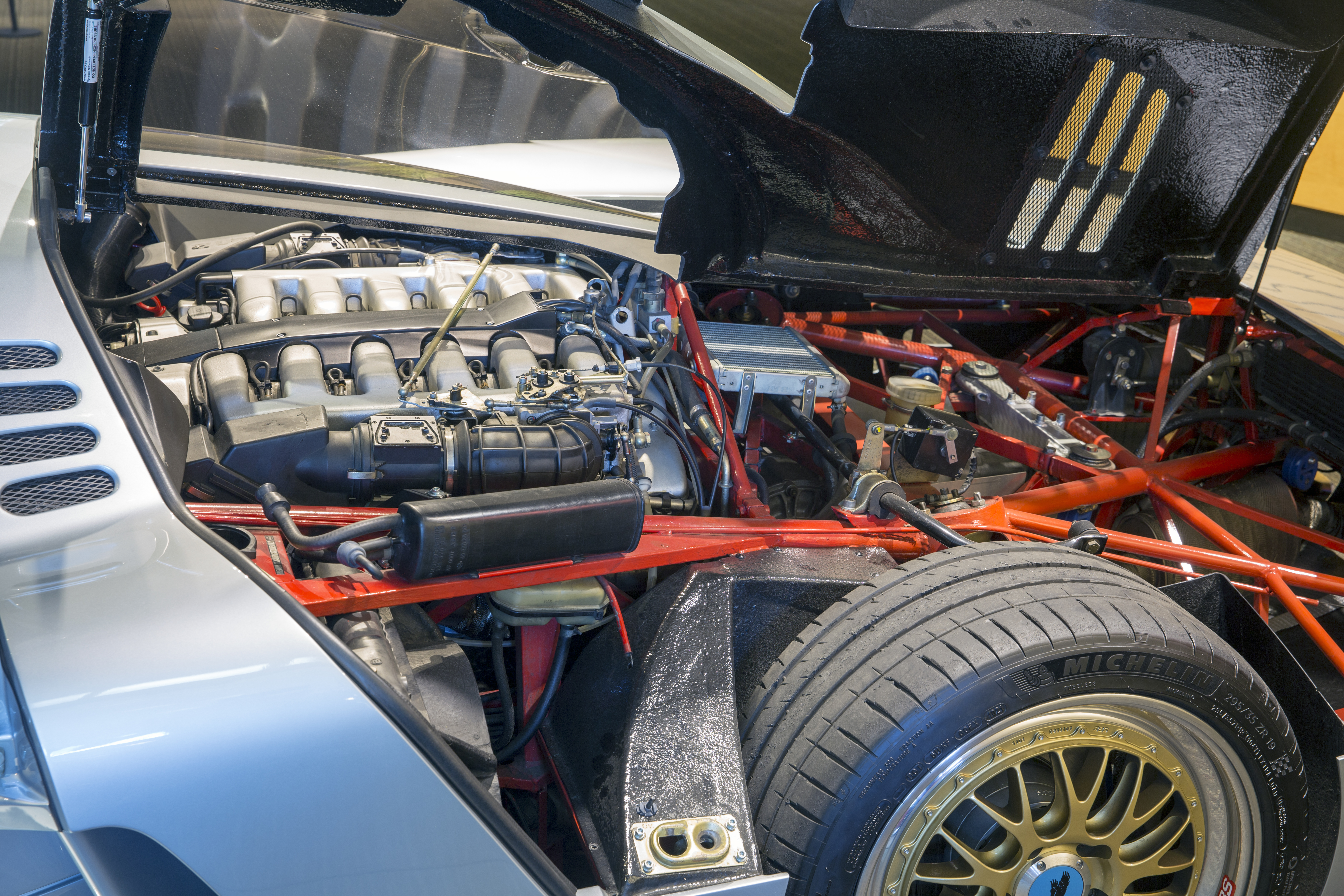
El motor Mercedes-Benz M120 utilizado en el 112i

El 112i tenía una transmisión manual de 6 velocidades que es una unidad modificada de 5 velocidades de Ruf Automobile , los frenos ABS (que medían 330 mm (13 pulgadas) en la parte delantera y 305 mm (12 pulgadas) en la parte trasera) y la suspensión. El sistema se compartió con el Porsche 928, mientras que los faros se compartieron con el Porsche 968. El automóvil tiene una carrocería de fibra de vidrio construida a mano sobre un chasis espacial de acero tubular y llantas de aleación BBS doradas de 18 pulgadas equipadas con neumáticos de medidas 255/35 ZR18 en la parte delantera y 295/35 ZR19 en la parte trasera. Las grandes tomas laterales ayudan a enfriar el motor. El motor es un Mercedes-Benz M120 V12 de 6,0 litros (utilizado por primera vez en el Mercedes-Benz C112 y posteriormente en el Mercedes-Benz SL600 AMG y el Pagani Zonda S). Fue modificado para hacer frente a la transmisión manual ya que la unidad original solo venía con una caja de cambios automática. Las modificaciones incluyeron un volante desarrollado internamente y una ECU de Bosch. El motor generaba una potencia máxima de 300 kW (408 PS; 402 hp) a 5200 rpm y 580 N⋅m (428 lb⋅ft) de torque a 3800 rpm.

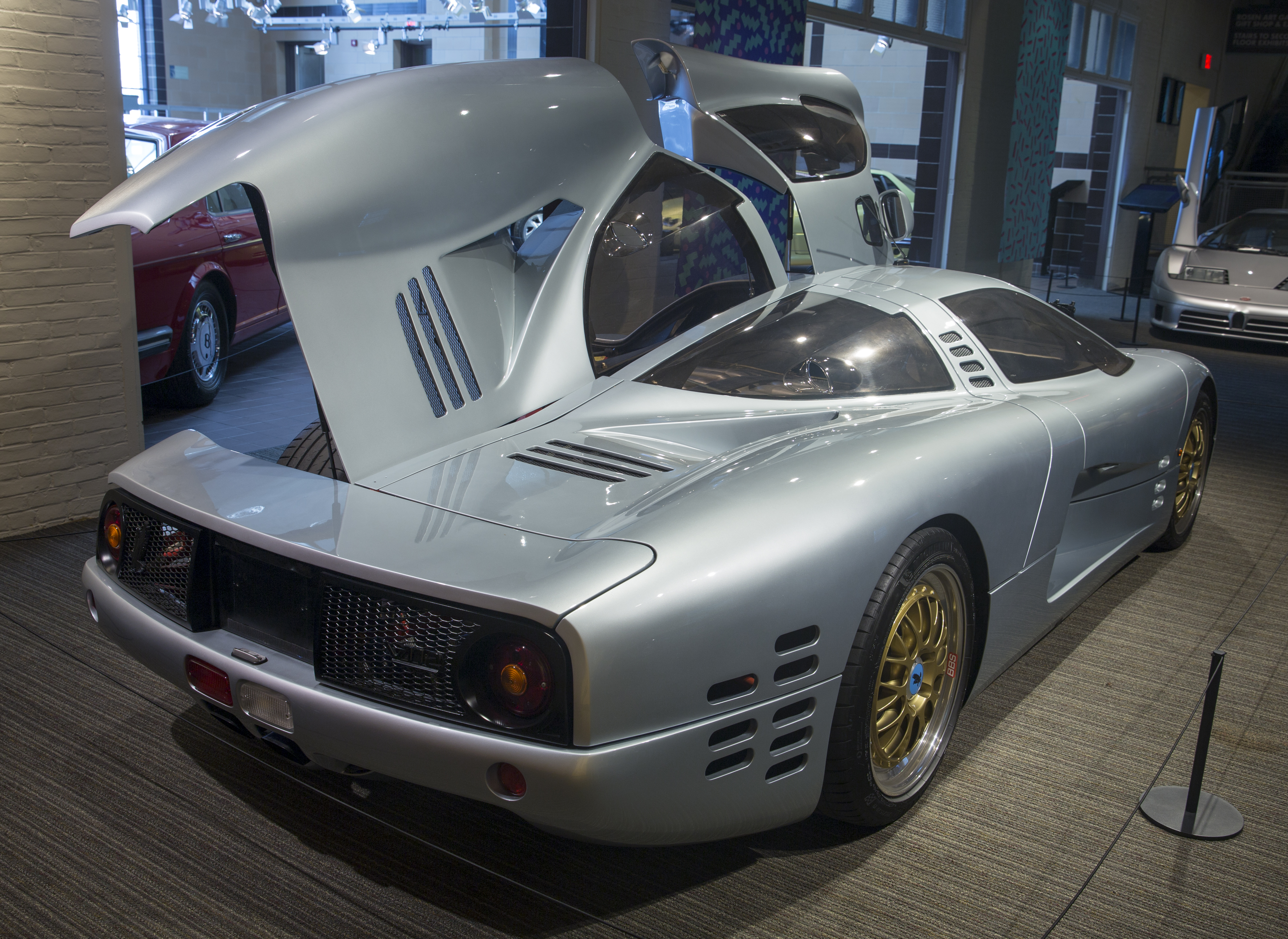
La capota del motor y las puertas en forma de ala de gaviota eran una característica especial del 112i

El 112i tenía tecnologías avanzadas en ese momento, incluidas puertas con alas de gaviota, una cubierta del motor con alas de gaviota para un acceso más fácil al motor, un chasis sensible a la velocidad desarrollado en colaboración con BBS y Bilstein que bajó el automóvil 76 mm (3 pulgadas). a altas velocidades, un sistema de suspensión activa y un freno de aire controlado electrónicamente.
El 112i conservó el espejo retrovisor de periscopio del Imperator 108i en lugar de los espejos laterales convencionales. Tiene unos bajos planos para mejorar la aerodinámica. La larga cola del coche también mejoró el flujo de aire. El aerofreno se eleva en posición vertical mientras frena y actúa como un deflector de viento para ayudar a reducir la velocidad del automóvil (similar a un paracaídas). El coche tenía un coeficiente aerodinámico de C d = 0,306 cuando se probó en el túnel de viento de Mercedes-Benz.

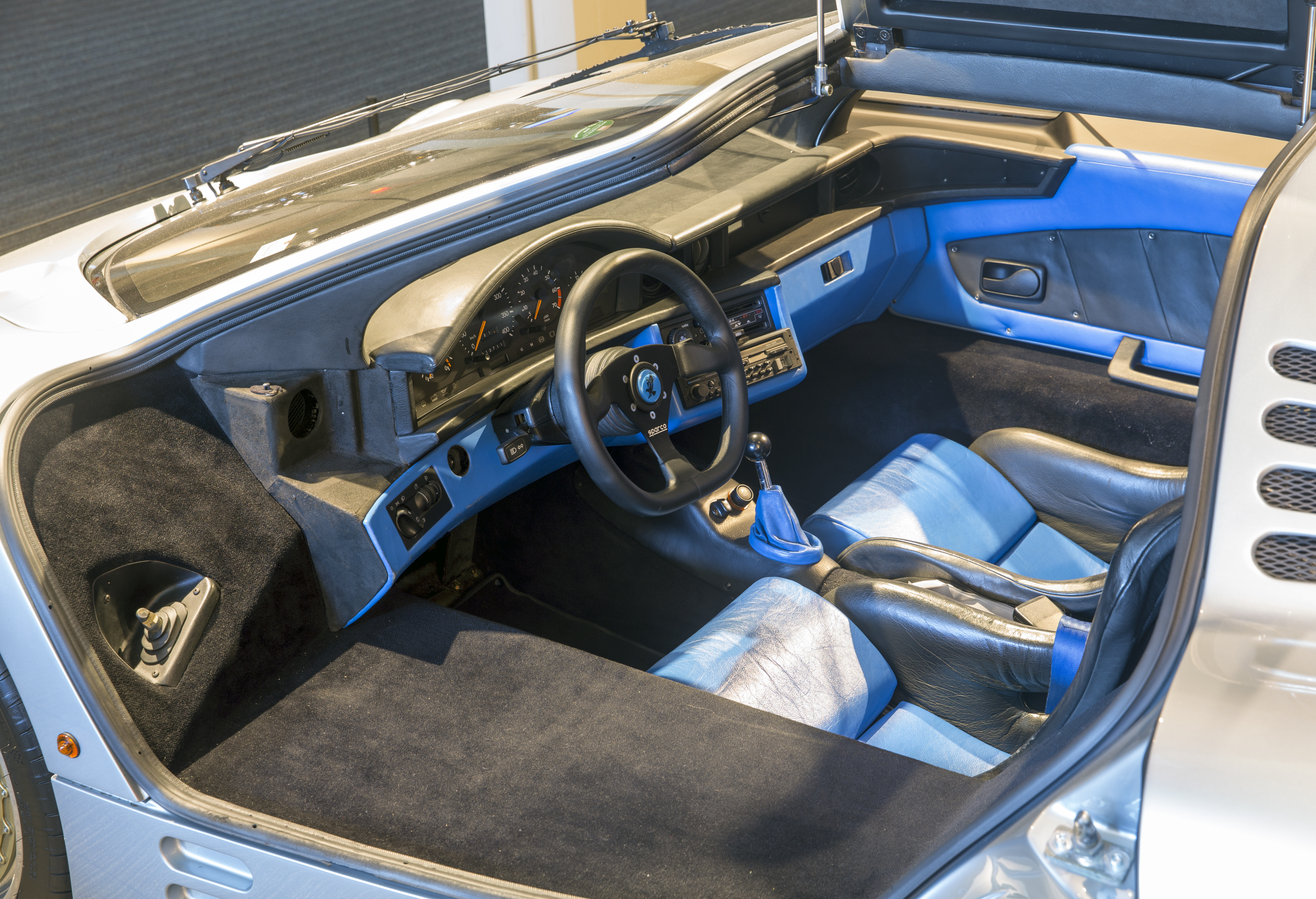
El 112i tiene un interior personalizado en dos tonos, negro y azul

El interior del coche estaba hecho en su mayor parte a medida y contenía tapicería de cuero bicolor azul y negro junto con asientos deportivos de cuero RECARO. El coche tenía amplios umbrales de puerta en los que se alojaban los dos depósitos de combustible. Los diales y otros instrumentos (excluyendo el volante que era de OMP) eran de Mercedes-Benz y el velocímetro marcaba hasta 400 km/h (249 mph).
Isdera planeó una producción limitada del 112i como su predecesor y citó que cada automóvil tardaría seis meses en completarse. El coche no funcionaba cuando se presentó. Según se informa, el desarrollo del coche costó un total de 4.000.000 de euros. Esto, combinado con la actual recesión económica en el sur de Asia, en particular el estallido de la burbuja económica de Japón, llevó a la empresa a la quiebra poco después de la introducción del automóvil, ya que las principales inversiones procedían de Japón. Posteriormente, la empresa fue comprada por inversores suizos, bajo los cuales Schultz completó el coche para hacerlo manejable en carretera.
Aunque oficialmente sólo se completó un coche, Isdera completó un segundo subchasis antes de su cierre que fue comprado por un entusiasta que también compró los moldes de carrocería y herramientas originales para construir otra unidad del 112i en colaboración con Schultz. El proyecto se completó en un lapso de seis años. Schultz se retiró del proyecto por una disputa sobre los cambios de diseño propuestos y más tarde un Isdera reemergente también negaría su existencia. El segundo automóvil está acabado en un tono blanco llamado Light Ivory y tiene un interior gris claro con la mayor parte de los interruptores provenientes de Porsche. El diseño del sistema de escape también difiere del original, ya que el coche tiene una salida de escape lateral que sale por debajo de las puertas.

### Posteridad

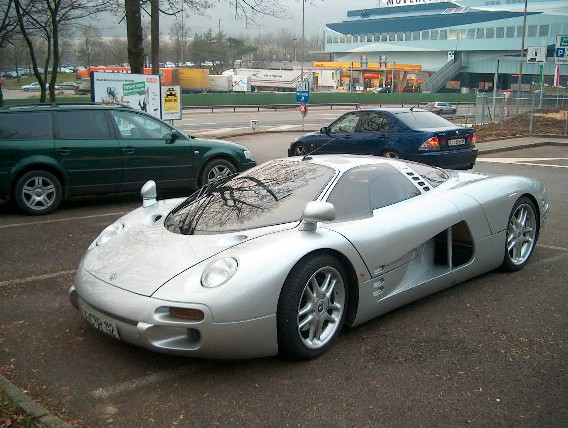
El "Silver Arrow C112i" de 1999 modificado del Commendatore 112i. Presentaba espejos laterales convencionales en lugar del espejo retrovisor tipo periscopio montado en el techo del concept car original.

Seis años más tarde, en 1999, un empresario suizo actualizó el coche y le cambió el nombre a "Silver Arrow C112i". En el exterior, el coche actualizado tenía espejos laterales convencionales y llantas de aleación Mercedes-Benz plateadas de cinco radios en lugar de las unidades BBS doradas. El motor era un Mercedes-Benz M120 V12 de 6,9 litros, que generaba un total de 455 kW (619 CV; 610 CV). Curiosamente, no había ninguna insignia de Isdera en el automóvil y en su lugar tenía la insignia de Mercedes-Benz. El Silver Arrow se presentó en el Salón del Automóvil de Frankfurt de 1999.
El Silver Arrow fue comprado por el empresario suizo Albert Klöti por un precio de 1.500.000 euros. Albert conservó el coche durante 5 años después de ponerlo a la venta en eBay por 3.000.000 de dólares estadounidenses en 2005. El coche no se vendió, tras lo cual se volvió a vender en 2016 a Isdera. Isdera, junto con Schultz y el equipo Isdera Classic, restauraron el automóvil a su forma y nombre originales e hicieron apariciones en salones del automóvil. El 13 de febrero de 2021, el Isdera Commendatore 112i se vendió en una subasta de RM Sotheby's en París, Francia, por 1.113.125 euros.

## Actuación
Se afirmó que el Isdera Commendatore 112i aceleraba a 100 km/h (62 mph) en 4,7 segundos y tenía una velocidad máxima de 341 km/h (212 mph). Durante las pruebas se afirmó que el Silver Arrow C112i tenía una velocidad máxima de 370 km/h (230 mph)

## En la cultura popular
- El Isdera Commendatore 112i apareció en el videojuego de carreras de Electronic Arts Need for Speed II de 1997. El Silver Arrow C112i apareció en un breve documental sobre Albert Klöti.